# Monestir de Sant Martí d'Arle
El monestir de Sant Martí d'Arle fou un establiment religiós fundat a la rodalia de la ciutat d'Arle per Benet d'Aniana. L'emperador el va confirmar com a possessió de l'abadia d'Aniana el 819 i li va cedir diversos béns a les diòcesis d'Aurenja i Avinyó entre les quals una propietat de l'emperador que havia estat antigament dins els límits del monestir, consistent en unes quaranta cases.